# مارابا
مارابا (البرتغالية Marabá) هي مقاطعة تقع في ولاية بارا، البرازيل.
وهي واحدة من أكثر المدن سكانا وأغنى من شمال البرازيل، والتركيز أكثر من 250 ألف نسمة.
وقد تأسست في عام 1894، وحصل على تحررها البلدية في عام 1913. تركيزات واحدة من أكبر المجتمعات من المهاجرين العرب في البرازيل.
ويستند اقتصادها في الإنتاج الصناعي من الفولاذ.

## أعلام
- بيدرو كوستا